# Wikipedia文学
Wikipedia文学（ウィキペディアぶんがく）とは、フリーのオンライン百科事典、ウィキペディアにある一部の読み物的・文学作品的な記事に対する俗称。珍項目や良質な記事・秀逸な記事などとは異なり、Wikipedia文学はウィキペディアにカテゴリとして存在するものではなく、外部による記事に対する呼称である。
Wikipedia文学の語は、大手出版社による関連書籍のプロモーションフェアでも利用された。

## 起源
IT系メディア企業、インプレス系列のメディアの2018年の記事では、読み物として面白いWikipediaのおすすめページが、いつしかネットではWikipedia文学と称するようになったと紹介している。

## Wikipedia三大文学
Wikipedia文学とされる記事の中でも、特に「三毛別羆事件」「八甲田雪中行軍遭難事件」「地方病 (日本住血吸虫症)」の三記事がWikipedia三大文学として扱われる。

### Wikipedia3大文学フェア
2024年4月、大手出版社の新潮社により、Wikipedia3大文学の関連書籍をプロモーションする、「Wikipedia3大文学フェア」が展開された。
Wikipedia3大文学の各記事にはそれぞれ主要な参考文献があり、三毛別羆事件の記事は吉村昭の『羆嵐』（新潮社：1977年）、八甲田雪中行軍遭難事件の記事は新田次郎『八甲田山死の彷徨』（新潮社：1978）、地方病（日本住血吸虫症）の記事は小林照幸の『死の貝』（文藝春秋：1998年）を主要な参考文献としていた。
3作品のうち2作品は新潮社のロングセラー作品だったが、『死の貝』のみ長く絶版状態が続いていた。市場では記事の“原典”を手にしたいというニーズが膨れ、中古本の市場では一時1万円以上もの値がつく入手困難プレミア本となっていた。
このような状況の中、書店員の女性が出版社にフェアの企画を提案した。女性はTwitterでWikipedia3大文学の存在を知り、三毛別羆事件、八甲田雪中行軍遭難事件の“原典”を読み、残りの1作品である『死の貝』も読んでみようと調べたが絶版と知り、復刊するべきだと思ったものの、単に復刊して欲しいと伝えるだけでは実現性が低いと思い、3作品をまとめたフェアの企画として提案した。この提案に版元は盛り上がり、他社刊行の絶版本としては異例の速さで文庫化が決定した。
Wikipedia3大文学フェアは好評で、文庫として復刊した『死の貝』は重版を重ねた。

## 評価
Wikipedia文学は「読み物として面白い」「百科事典のレベルを超えている」「読み始めると思わず引き込まれてしまう」など、一般には好意的に紹介されることが多い。
一方、ウィキペディアの編集者からは、「Wikipedia文学」の呼ばれ方は必ずしも好意的に受け止められているわけではない。あるウィキペディア編集者は、Wikipedia文学と呼ばれるいくつかの記事を例に、事件の恐怖にばかり記事の焦点が当てられ分析や行政の対応などの周辺情報が欠落しているとした上で、Wikipedia文学のようなわかりやすい入口がWikipediaに対する誤解を招きうるという見解を伝えた。2024年の日本語版ウィキペディア編集者を対象としたアンケート調査の回答では、Wikipedia文学の語は小説もどきの記事に対する揶揄として言及された。

## Wikipedia文学として書籍・メディアで紹介された記事
- 三毛別羆事件
- 八甲田雪中行軍遭難事件
- 地方病 (日本住血吸虫症)
- 岡田更生館事件[3]